# Macrozamia macleayi
Macrozamia macleayi är en kärlväxtart som beskrevs av Friedrich Anton Wilhelm Miquel. Macrozamia macleayi ingår i släktet Macrozamia och familjen Zamiaceae. IUCN kategoriserar arten globalt som livskraftig. Inga underarter finns listade i Catalogue of Life.